# Sterling (Alaska)
Sterling is een plaats (census-designated place) in de Amerikaanse staat Alaska, en valt bestuurlijk gezien onder Kenai Peninsula Borough.

## Demografie
Bij de volkstelling in 2000 werd het aantal inwoners vastgesteld op 4705.

## Geografie
Volgens het United States Census Bureau beslaat de plaats een oppervlakte van
205,6 km², waarvan 200,2 km² land en 5,4 km² water.

## Plaatsen in de nabije omgeving
De onderstaande figuur toont nabijgelegen plaatsen in een straal van 32 km rond Sterling.